# Le Journal du Dimanche
Le Journal du dimanche (дословно — «Воскресная газета»), сокр. JDD  — это еженедельная французская новостная газета, выходящая по воскресеньям. Основана в 1948 году Пьером Лазаревым, французским журналистом русского происхождения.
Принадлежащая Lagardère Media News, дочерней компании группы Lagardère, это единственный общенациональный воскресный информационный еженедельник во Франции.